# گلسره یوسفووا
گلسره یوسفووا جماعت و شهرکی در جنوب غربی کشور تاجیکستان است که در ناحیهٔ یاوان ولایت ختلان قرار دارد. 